# Necròpolis de Son Sunyer
La necròpolis de Son Sunyer és una necròpolis de coves artificials d'època pretalaiòtica, situada a Palma (Mallorca).

## Situació i accés
La necròpolis està situada entre els antics nuclis de Can Pastilla i s'Arenal. Des de l'autopista de Palma a s'Arenal, s'ha de prendre la sortida número 10, en direcció a S'Aranjassa i Manacor. Poc abans del desviament que surt a l'esquerra cap a Manacor veurem, a la nostra esquerra i a uns 100 m. de la carretera, les cases de l'antiga possessió de Son Oms Vell. Uns 350 metres més enllà veurem un camí que passa per sobre d'un petit pont i es dirigeix a aquestes cases. Agafarem el camí que surt just enfront d'aquest, a la nostra dreta (anomenat Camí de Muntanya). Ja en el camí ens dirigirem a un pujol, on es troben, més o menys a 1 quilòmetre de la nostra posició, les cases d'una altra possessió, Son Sunyer. Ens dirigirem cap allà. Quan el camí arribi a una paret que no ens deixi seguir recte, girarem a la nostra esquerra i hem de demanar permís a la primera casa blanca amb dos arcs a l'esquerra. Les coves es troben en el terreny d'enfront de la casa. Després de passar pel portal, veurem, a uns 50 m., lleugerament a la nostra esquerra, una caseta per a coloms. Hem de passar pel costat dret de la caseta, ascendint pel pendent uns 50 metres més.

## Descripció
No es coneix amb precisió el nombre de coves que forma el conjunt, però es tenen indicis d'almenys vuit cavitats artificials, excavades a la roca i de diferent tipologia. Hi ha exemplars de cambra circular i corredor d'accés simple, alternats amb altres de més complexos que incorporen elements com nínxols, bancs laterals i trinxera central. Cristòfol Veny (1968) es refereix a la cova 10 com "sa Cova de sa Figuera", parla dels dos portals d'accés i del forat circular d'1,05 m. de diàmetre, que ignora si es va fer amb el propòsit d'excavar un sitjot o bé obeeix a un plantejament religiós. Es refereix també a sepultures antropomorfes, a sitjots situats al voltant de la cova i a vasos bitroncocònics, globulars i en forma de casquet esfèric, localitzats el 1908. Esmenta també la regata que hi ha davant el portal septentrional i la regata per encaixar-hi una llosa de tancament, al portal oriental. De la cova número 8, diu que té també regata anterior a l'entrada i doble avantcambra. És orientada a mestral i fa 12 m. de longitud total, 3,50 m. dels quals corresponen al corredor i 8,50 m. a la cambra. Una de les característiques més enigmàtiques d'aquesta cova és una protuberància excavada a la mateix roca, de secció rectangular i de 0,30, m d'amplària, que sobresurt de la paret vertical, a la part esquerra de la fossa i que no arriba al banc funerari, que envolta la fossa. La ubicació de la cova en una zona d'extracció de marès ha determinat l'actual estat de conservació i la pèrdua, en mans dels pedrers, d'elements de diferents coves.

## Estat de conservació
La majoria dels hipogeus han patit modificacions importants, ja que a l'edat mitjana hi va haver diverses pedreres per extreure el marès de la zona. No obstant, per casualitat alguna de les coves ha estat tallada longitudinalment, de manera que ara serveix per veure la morfologia d'aquestes construccions. L'exemple més clar és el de la cova 4, que ha restat com un tall transversal d'una típica cova de planta allargada. Algunes restes de ceràmiques, datables en els segles xvi i xvii i aparegudes en aquest lloc, demostren l'espoli a què s'ha sotmès el jaciment des de temps antics.

## Datació
Arran de la troballa d'alguns materials no espoliats es pensa que la utilització d'aquests hipogeus funeraris data d'una fase antiga del període pretalaiòtic, també anomenat període navetiforme (1600-1200 aC), encara que sembla que el lloc va ser freqüentat en l'època talaiòtica i romana.

## Història de la recerca arqueològica
Conegudes des de temps antic, han estat objecte de recerca per investigadors com W. Hemp, J. Colomines, M. Alcover o C. Veny. El 1961, un equip sota la direcció de Guillem Rosselló dugué a terme una campanya de neteja i exploració de la necròpolis que permeté la descoberta de coves desconegudes fins aleshores. El 1958 Cristòfol Veny en va fer una descripció. En el museu del castell de Bellver es conserva la planimetria de les coves i les troballes.